# Église Sainte-Marie-de-l'Assomption de Riverdale
Pour les articles homonymes, voir Église Sainte-Marie-de-l'Assomption.
L'église Sainte-Marie-de-l'Assomption (en anglais : Saint Mary of the Assumption Church) est une ancienne église paroissiale catholique romaine de l'archidiocèse de Chicago, située dans le quartier de Riverdale, l'un des secteurs communautaires de Chicago, dans l'Illinois, aux États-Unis. Fondée en 1886, l'église actuelle, construite en 1957 dans un style Renaissance simplifié, est aujourd'hui désaffectée. La paroisse a été fermée en 2011 après une fusion avec une paroisse voisine. Ce lieu est notamment connu pour avoir été fréquenté dans son enfance par Robert Francis Prevost, devenu le pape Léon XIV.

## Localisation
L'église est située à l'adresse 310 E. 137th Street, dans le quartier de Riverdale, sur la rive sud de Chicago, près de la limite avec la commune de Dolton. Administrativement, elle relève de l'archidiocèse de Chicago et se trouve aujourd'hui dans le territoire de la paroisse Christ-Notre-Sauveur, basée à South Holland.

## Histoire
En 1886, une trentaine de familles catholiques germano-américaines, travaillant principalement dans l'industrie ferroviaire à Riverdale, se réunirent sous la direction de Nicholas Mueller, Henry Stieman et Mathias Huechler pour demander à l'archevêque Patrick Feehan la création d'une paroisse. Avant cela, les fidèles devaient se rendre à Blue Island ou à Pullman pour assister à la messe. Feehan accepta et confia la paroisse aux Bénédictins. Une première église fut achevée en 1887, accompagnée d'une école paroissiale dirigée par les Pauvres Servantes de Jésus-Christ. En 1903, en raison de la croissance de la paroisse, sa gestion passa aux prêtres diocésains de l'archidiocèse, et un presbytère fut construit en 1905,.
En mai 1917, un bâtiment combinant église et école fut construit, et la première messe y fut célébrée le matin de Noël de la même année. Les enseignants de ce bâtiment étaient membres des Sœurs de la charité chrétienne.
Après la Seconde Guerre mondiale, la croissance démographique du quartier entraîna la construction d'une nouvelle église, achevée en 1957. Robert Francis Prevost, futur Léon XIV, grandit dans cette paroisse, où il fut enfant de chœur et membre de la chorale. Il obtint son diplôme de l'école primaire paroissiale en 1969.
À partir des années 1980, le nombre de catholiques dans la région déclina en raison de la désindustrialisation et du désinvestissement. En 2011, la paroisse ne comptait plus que 125 familles enregistrées. Elle fut alors fusionnée avec la paroisse Reine des Apôtres pour former la paroisse Sainte-Marie-Reine-des-Apôtres. En 2019, cette dernière fut à son tour fusionnée avec les paroisses Saint-Jude-l'Apôtre et Saint-Esprit, à South Holland, pour former la paroisse Christ-Notre-Sauveur, basée dans l'ancienne église Saint-Jude-l'Apôtre.

## État actuel
Depuis sa fermeture en 2012, l'église a été vendue à un propriétaire privé, Joe Hall (en 2022), et est tombée en ruine. En 2025, le bâtiment présente des signes de détérioration avancée : toit percé, fenêtres brisées, murs couverts de graffiti, dégâts des eaux, et confessionnaux utilisés comme toilettes par des sans-abri. Seuls les vitraux restent en relativement bon état,,,. Située dans un quartier marqué par le déclin économique et l'abandon de nombreuses maisons, l'église attire l'attention depuis mai 2025 en raison de son lien avec Léon XIV. Des initiatives communautaires et des défenseurs du patrimoine, y compris le groupe Preservation Chicago, proposent de préserver ou de réhabiliter le bâtiment. En mai 2025, ces derniers ont officiellement demandé à la Commission on Chicago Landmarks d'accorder un statut de monument historique à l'église afin de la protéger contre la démolition et de soutenir sa restauration. Cependant, aucun projet concret pour l'avenir du bâtiment ni de décision finale concernant le statut de monument historique n'ont été confirmés en mai 2025,.

## Galerie

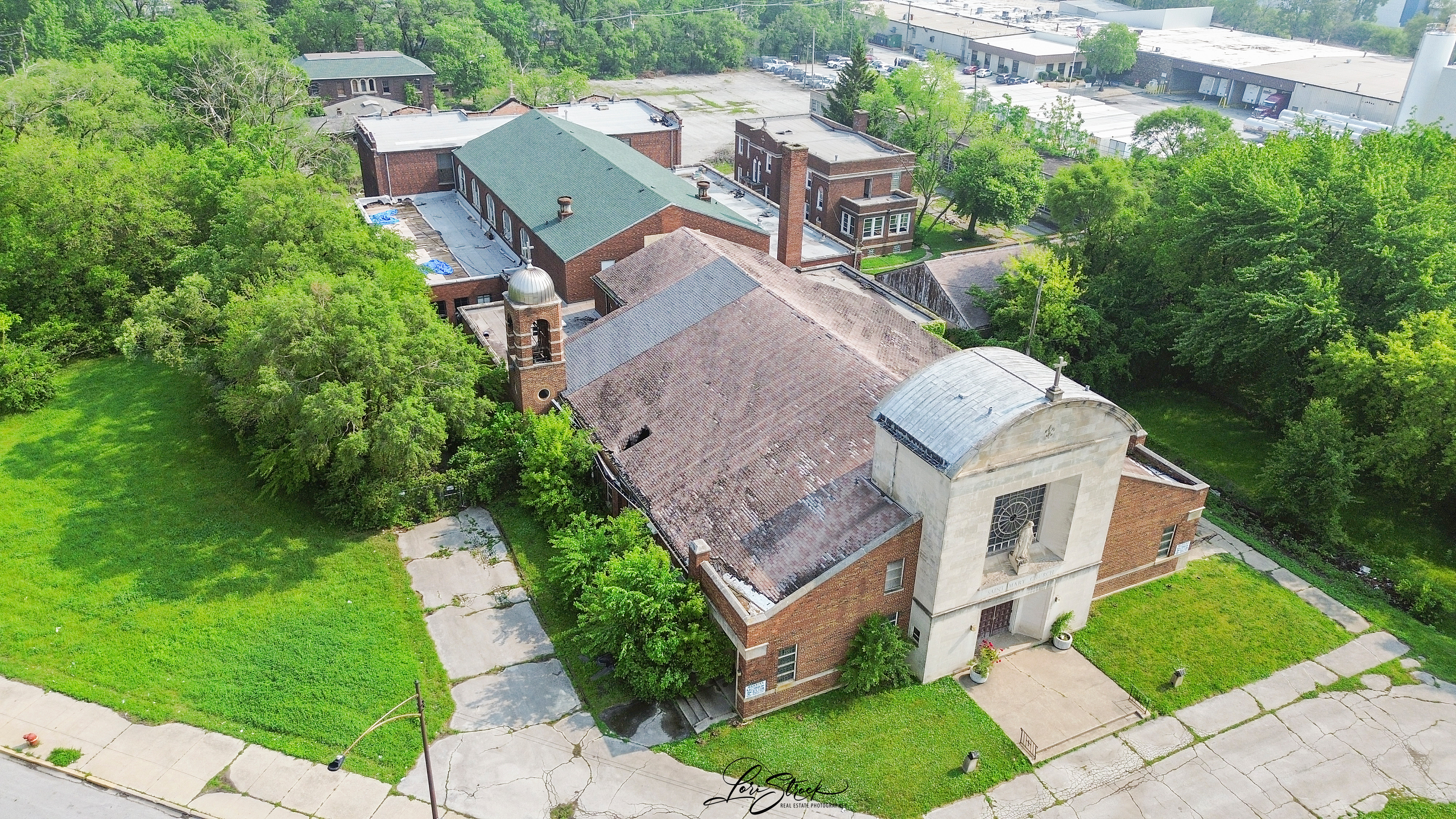
Vue aérienne des bâtiments, en juin 2025.
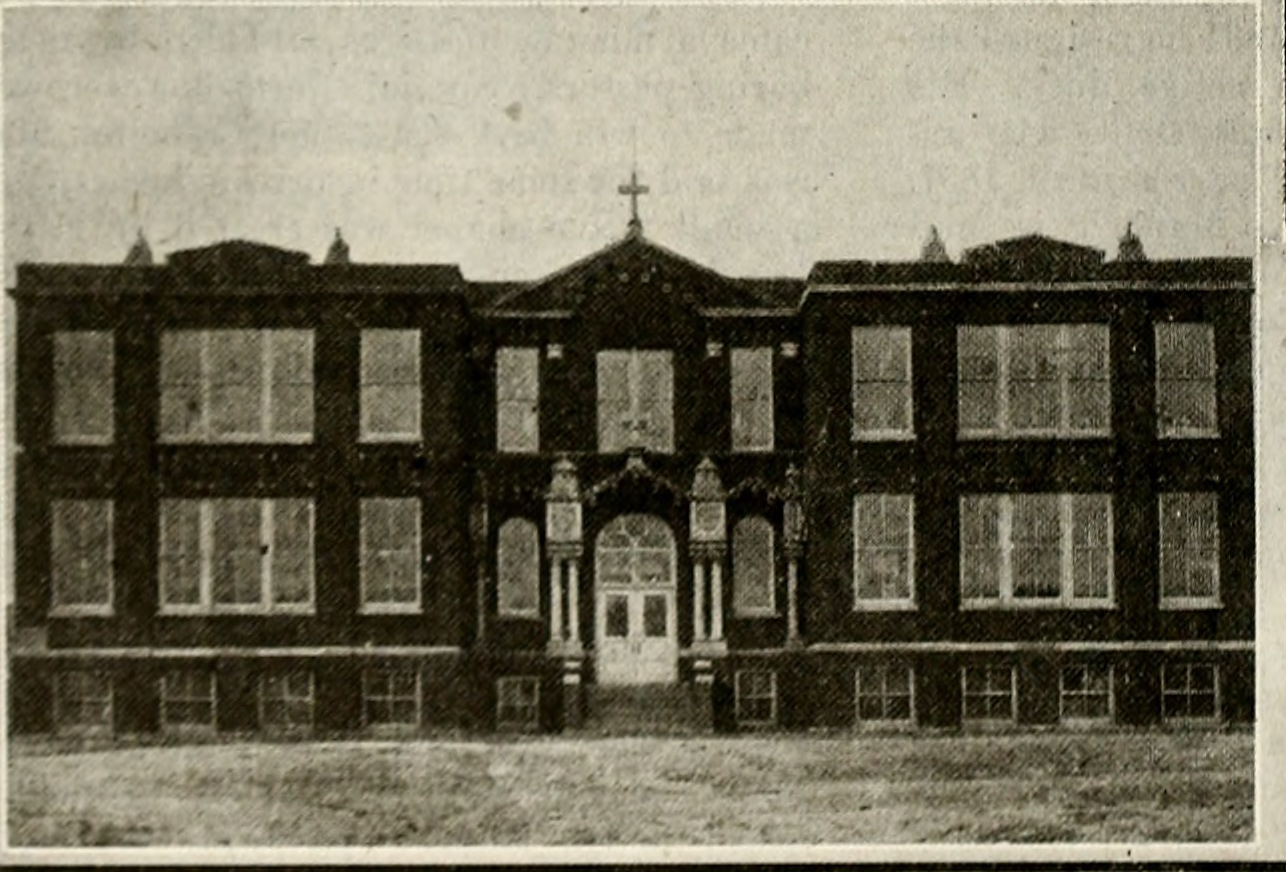
Bâtiment combinant église et école, vers 1920.
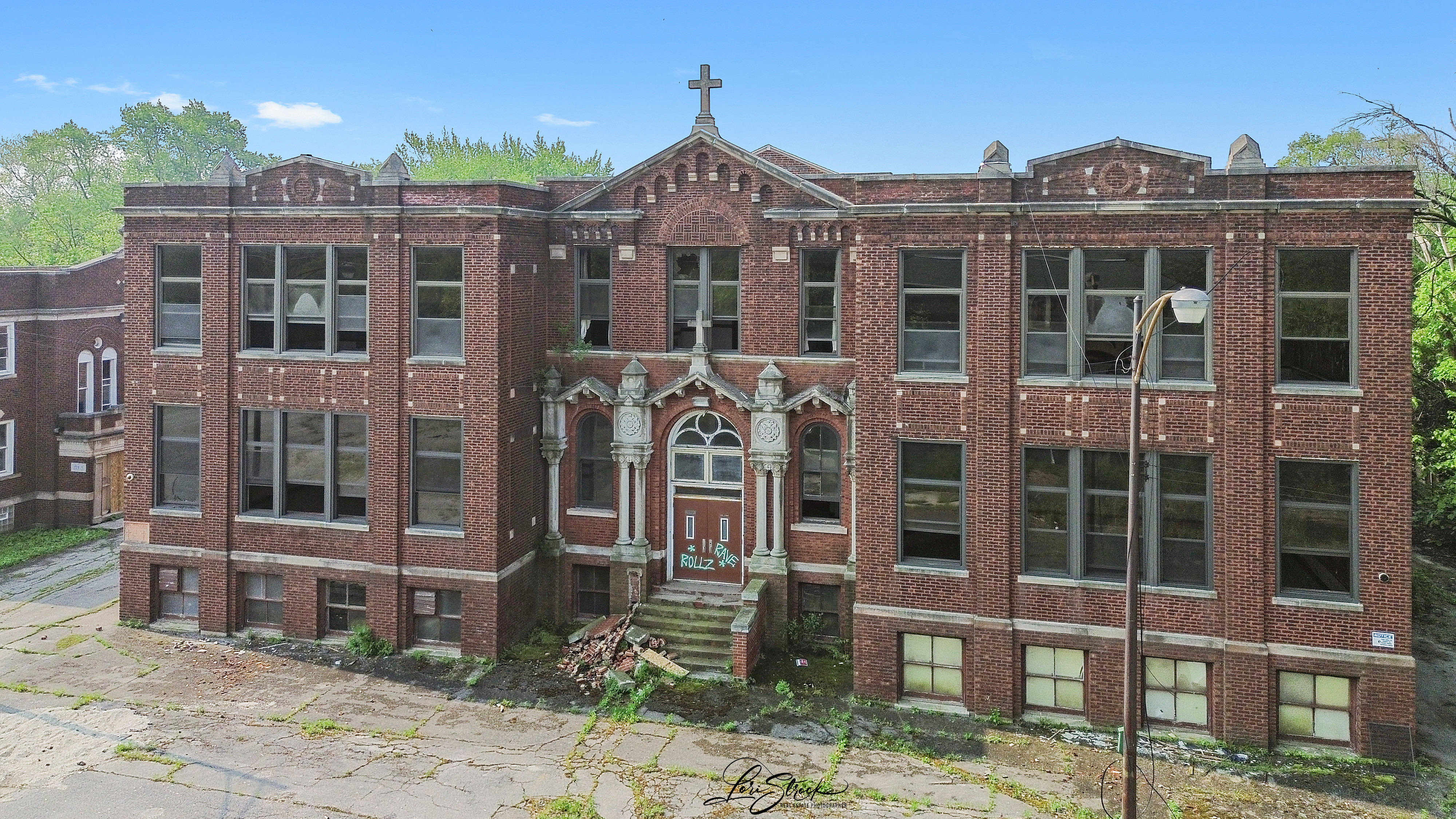
Bâtiment combinant église et école, en juin 2025.
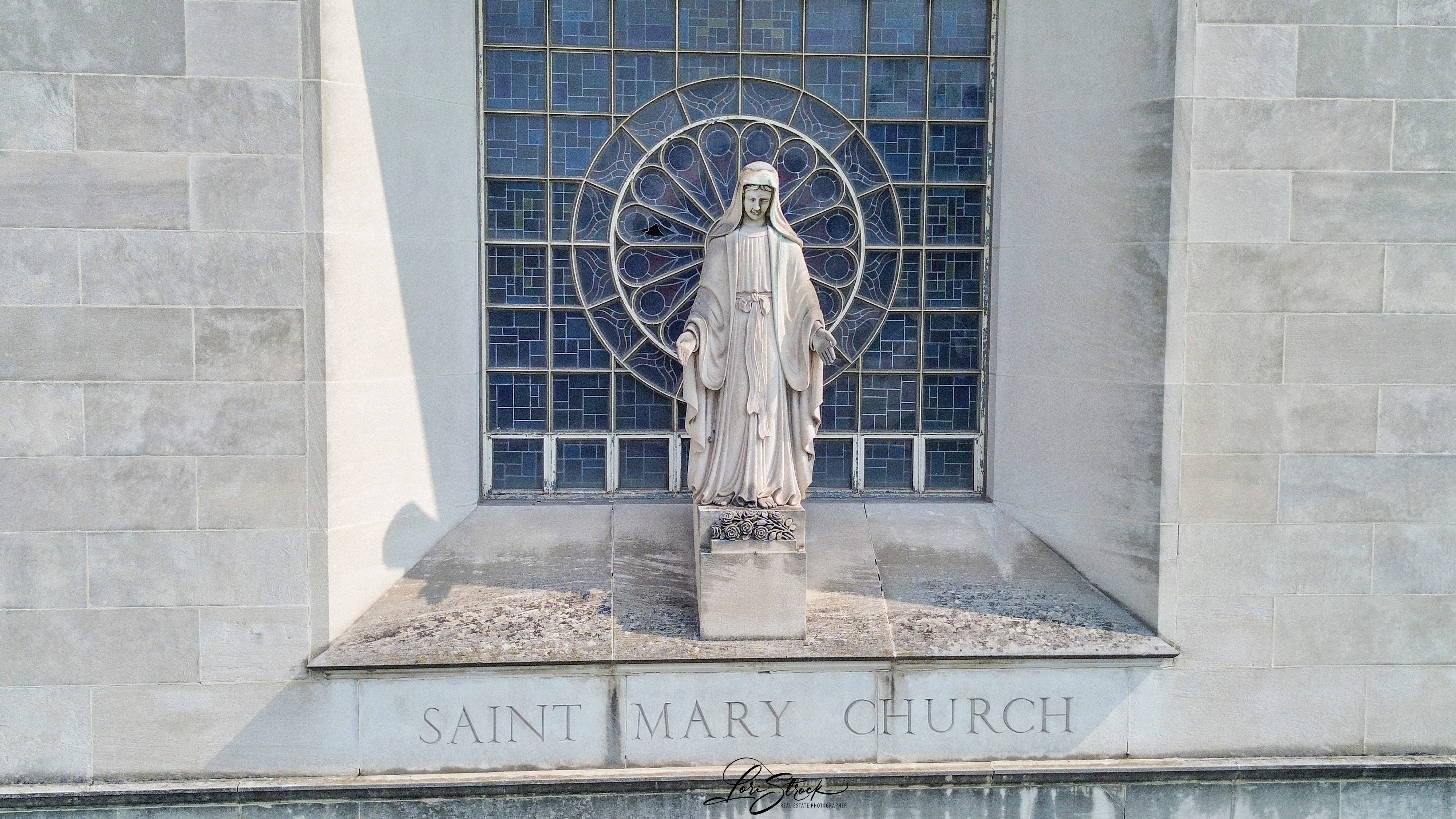
Statue de la Vierge Marie sur la façade, en juin 2025.
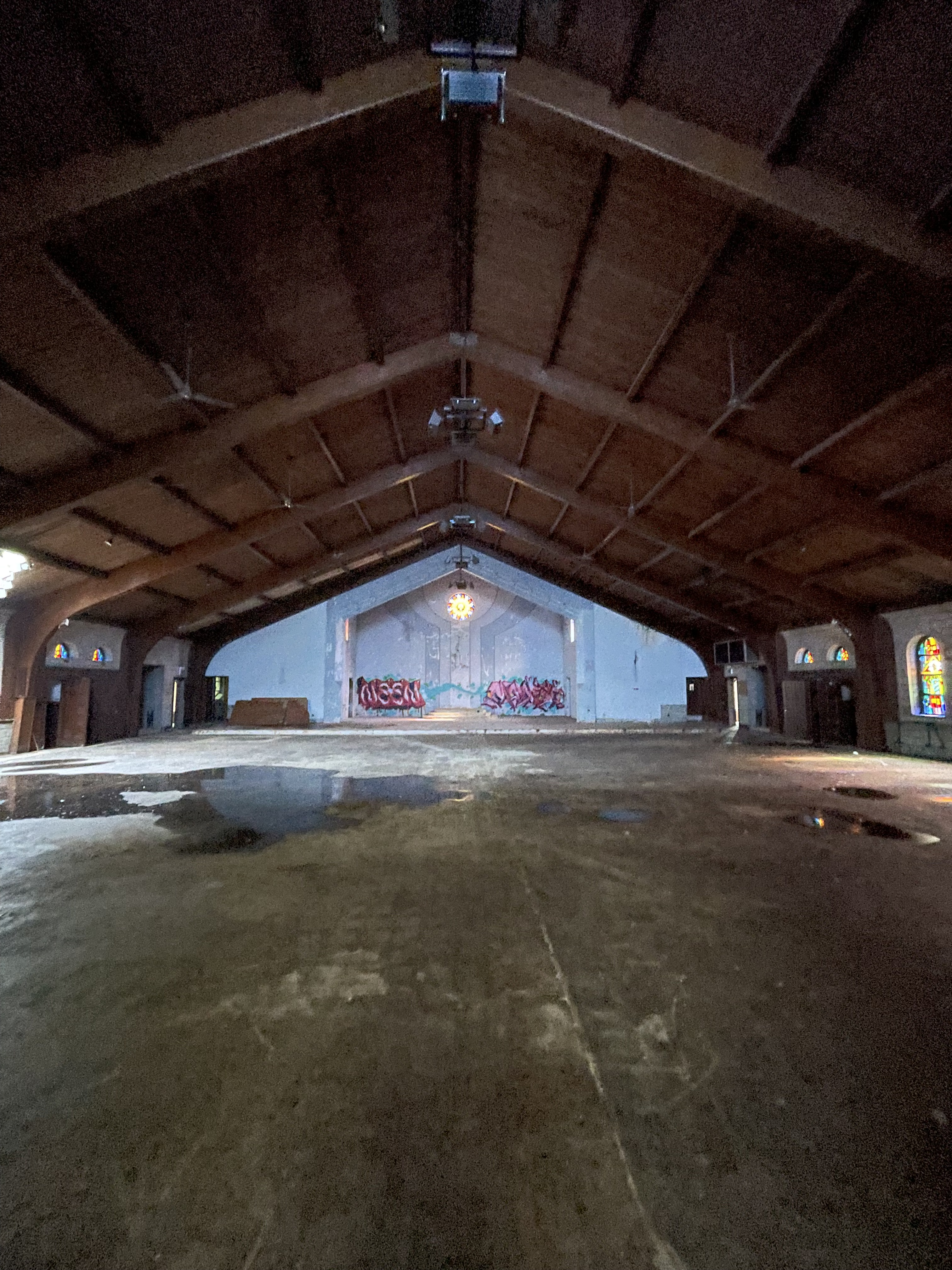
Vue générale de l'intérieur de l'église, en juin 2025.
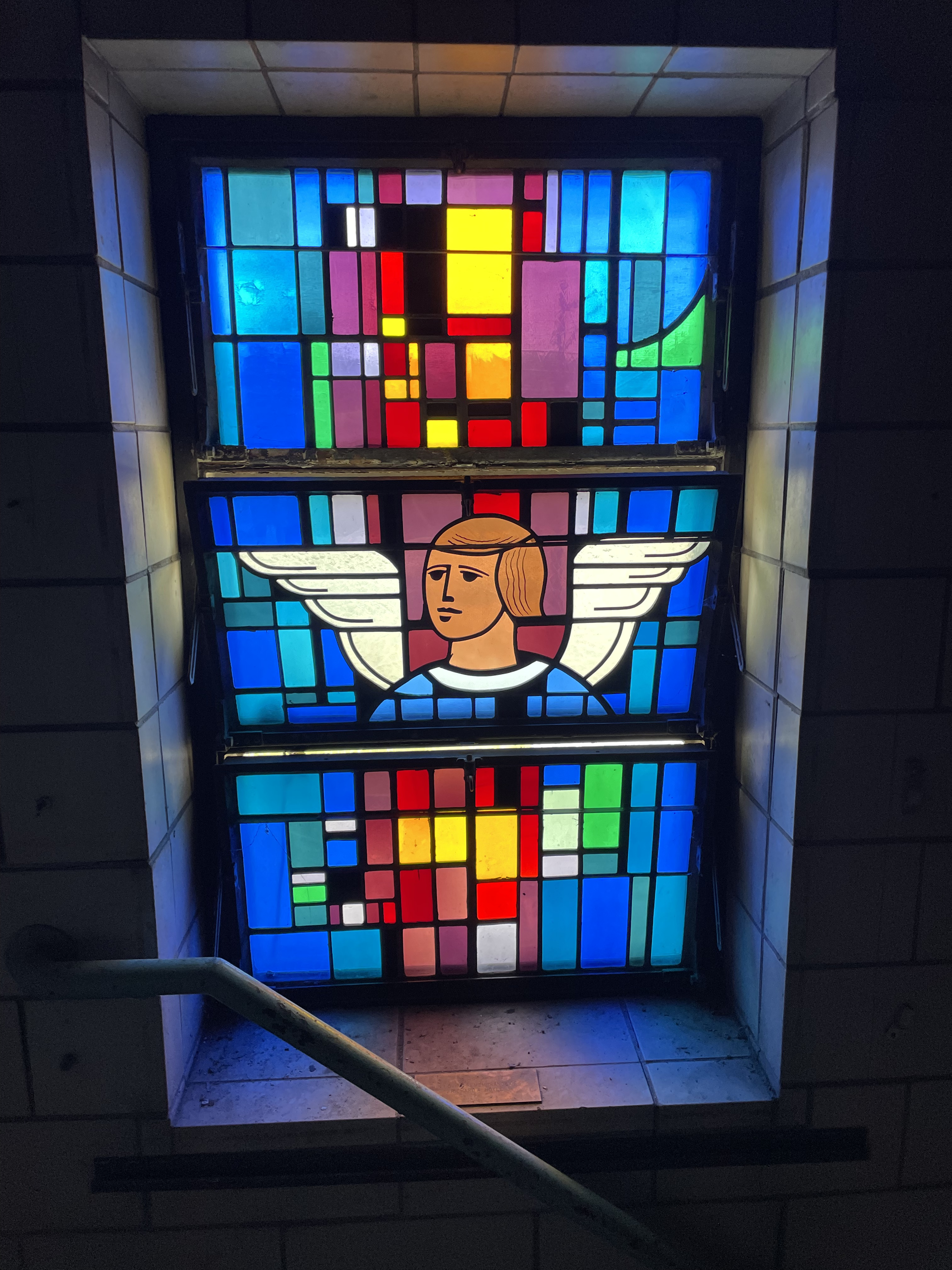
Exemple de vitrail de l'église, en juin 2025.